# Zamarada euerces
Zamarada euerces là một loài bướm đêm trong họ Geometridae.